# Orion (formație)
Orion este o formație românească de muzică rock, înființată în 1984, la Toplița, județul Harghita.
Componența formației a fost deosebit de fluctuantă de-a lungul anilor, incluzând mulți instrumentiști valoroși. Astfel, istoria acestei formații se împarte în două perioade. Prima perioadă începe în anul 1984 și se termină în anul 1992, când formația își încetează activitatea muzicală, iar cea de-a doua perioadă începe în anul 2007 când se reunesc și continuă până în prezent.
Au participat de-a lungul anilor la mai multe festivaluri și concerte, manifestări culturale.
La început se cântau piese proprii, cu influențe Dire Straits, Pink Floyd, AC/DC, The Police, iar după 2007, în cea de-a doua decadă a istoriei muzicale Orion, se trece în exclusivitate la cover-uri după marile hituri rock ale tuturor timpurilor.

## Perioada 1984-1992
Formația Orion a luat ființă în anul 1984 în Toplița. Bazele formației au fost puse de către patru liceeni dornici de afirmare, la inițiativa lui Lázár Botond József, care devine liderul formației. Se compun piese proprii precum: Autostrăzi în cosmos, De ce?, Baka Blues, Cât aș fi vrut..., Opinia etc. Au loc prestații live în cadrul Cenaclului Flacăra și la festivalul Cântarea României, unde cântă alături de trupele Flappo și Iris. 
În anul 1986, Sorin Blaga pleacă la Iași, pentru a urma cursurile Facultății de electrotehnică, iar Marius Macarie, părăsește și el formația, fiind repartizat ca proaspăt absolvent I.E.F.S., în funcția de antrenor de volei în municipiul Bistrița Năsăud. Sunt cooptați doi membrii noi, ambii originari din comuna Gălăuțaș, județul Harghita. Dumitru Moldovan, provenind din formația Alb Negru, înlocuind-ul pe Marius la baterie și Codruț Tara, care îl va înlocui pe Sorin, la chitara ritmică. Formația participă în continuare la concerte și festivaluri în această formulă. La festivalul Bradul de argint din Miercurea Ciuc, Orion obține premiul special al UTC. Au loc turnee zonale cu artiști consacrați ai muzicii rock și pop. Festivalul Alutus din Bălan unde Boti obține diploma de cel mai bun vocalist, iar Demi cea de cel mai bun toboșar al festivalului. După o perioadă, Codruț se retrage din formație și se continuă în formula de trei (chitară, chitară bas, baterie), sala de repetiții fiind la clubul muncitoresc 1 Mai din Gălăuțaș. Trupa își încetează activitatea ultimul concert fiind în anul 1992 când s-au reunite toate formațiile din bazinul Toplița în formula Boti - chitară solo, voce; Demi - chitară rithm; Mircea - chitară bas voce, Marius reîntors acasă – baterie.

## Perioada 2007-prezent
Luna octombrie a anului 2007 reunește formația mai mult în spiritul distracției și de dragul vremurilor trecute. Se schimbă componența. Se începe în formula Boti – chitară solo, Codruț – chitară acustică, voce, Sorin Urzică - chitară ritmică, Demi - claviaturi ,voce; Sorin Blaga - chitară și Marius – baterie. Sala de repetiții au obținut-o prin bunăvoința lui Ștefan Călinaș, un mare „consumator” de rock, care ne-a invitat sa repetăm la el la firmă. Au loc câteva repetiții după care cei doi Sorin din București reușeau să vină tot mai greu, la fel și Mircea Demi și Codrut din Târgu Mureș. Astfel s-a luat hotărârea să ne mutam sediul în Târgu Mureș. Se schimbă din nou componența formației, fiind cooptat Marius MOS la chitara rithm și totodată și numele se schimba în THE LONG RUN. Pornim cu Demi la baterie, Mircea chitară bas, Codruț și Boti chitară solo. După o perioada Boti este înlocuit de Puiu NEMO la chitară solo care la rândul lui va fi înlocuit după o perioadă de Feri ANTAL. Pleacă și Codruț și apare în trupa Florin MÂNDRU vocal și chitară. În anul 2008 Cătălin RUSU, originar din Sărmaș, Hargita este cooptat în formație în calitate de chitarist solo, el venind din formația Cryptal. După o perioadă, Marius se retrage fiind înlocuit de Ciprian Almășan, singurul membru al formației care nu este din Toplița, chitară ritm și voce de fundal. Formația a participat la Festivalul Văii Mureșului de la Rastolița ediția 2008, 2009, Zilele Târgu Mureșene - 2009, zilele Toplițene 2008, 2009 în deschiderea formației Compact, Festivalul Pro Bono Cultura-Târgu Mureș, Festivalul internațional de tatuaje - Sibiu 2010, clubul Jazz & Blues din Târgu Mureș, Clubul Office din Târgu Mureș, Clubul Atstadt din Reghin, festivalul Proetnica Sighișoara -2009. Formația are o sală de repetiții spațioasă unde își poate pregăti repertoriul, în Târgu Mureș. Deoarece în multe locuri numele formației nu a fost scris corect s-a decis să se revină la vechiul nume al formației - ORION. Așadar formula actuală având o componență 80% toplițeana, toți domiciliați în Târgu Mureș, este următoarea: Cătălin RUSU - chitară solo, Ciprian ALMĂȘAN - chitară ritm, Florin MÂNDRU - chitară acustică și voce, Mircea GRIGORAȘ – chitară bas, Dumitru MOLDOVAN - baterie.